# Тихий берег
«Тихий берег» — название усадьбы академика В. М. Бехтерева (принадлежала учёному в 1857—1927), известного учёного-практика в области психиатрии.

## Культурно-историческое наследие
Комплекс усадьбы академика находится в Смолячково (деревня Ино) Курортный район Санкт-Петербурга по адресу: Приморское шоссе, 690. Это объект культурно-исторического наследия регионального уровня охраны на основании:
- Закон Санкт-Петербурга от № 235-50 14.10.1998.

В комплекс усадьбы входят следующие охраняемые объекты:
1. Баня
2. Большая дача
3. Дом управляющего
4. Дровяной и лыжный сараи
5. Каретный сарай
6. Ледник
7. Маленькая дача
8. Ограда с надписью «Тихий берег»
9. Сад
10. Фотолаборатория
11. Электростанция

## Фотогалерея
- Усадьба В. М. Бехтерева
- Дача В. М. Бехтерева в 1905 г.
- Сфинкс Бехтерева на берегу
- Еловая аллея В. М. Бехтерева
- Картина В. А. Серова, соседа Бехтерева
- Вход в усадьбу в 2009 году
- Предупреждение от жильцов
- Еловая аллея
- Бюст академика
- Дом Бехтерева
- Погреб (ледник)
- Постройки
- Флигель
- Пруд в саду

## Историческая справка
Имение, площадью 31,8 десятины, расположено на живописном берегу Финского залива. Оно было любимым местом отдыха учёного, где он проводил всё лето, купался в заливе. Заботился о благоустройстве своей дачи. Но не забывал и о работе: здесь он писал свои научные труды, а трижды в неделю ездил в город принимать больных. Бехтерев собственноручно засадил еловую аллею от Приморской дороги к усадебному дому. Эти ели сохранились до сих пор. Тогда же на берегу Финского залива было установлено изваяние сфинкса (предполагается его восстановление).
В усадьбе было два дома. В «Большой даче» (трёхэтажном деревянном доме в стиле модерн) находились гостиная, спальня, столовая. Кабинет, хранилище рукописей, гостевые комнаты. Здесь часто бывали соседи Бехтерева по финскому побережью — писатель Леонид Андреев, художники Валентин Серов, Илья Репин. Второй дом назывался «Маленькой дачей». Это было небольшое бревенчатое строение с жилыми комнатами, кухней, верандой, башней и балконом, обращённым к Финскому заливу, который в семье учёного называли «Капитанским мостиком». Кроме того, в усадьбе была своя электростанция, фотолаборатория, водокачка, дом управляющего и другие хозяйственные постройки. Всё это сильно пострадало в военное и послевоенное время. Была разрушена и разобрана на стройматериалы «Большая дача», исчезла фотолаборатория, дом управляющего. В видоизменённом и сильно пострадавшем состоянии дошли до наших дней «Маленькая дача», здание электростанции и один колодец из пяти имевшихся в усадьбе.
В 1989 году имение «Тихий берег» было поставлено на учёт Управлением Государственной инспекции по охране памятников. А ещё через два года право собственности на него было признано за внуком академика Бехтерева. Жители усадьбы были расселены с целью устройства в ней мемориального музея учёного. С тех пор стараниями семейства Бехтеревых и при поддержке Психоневрологического института, носящего имя учёного, в усадьбе идут восстановительные работы. К 2010 году воссоздан исторический внешний вид и некоторые интерьеры «Маленькой дачи», электростанции. Водокачки. Лыжного и каретного сараев. Воссозданы и главные ворота с надписью «Тихий берег», восстанавливается фруктовый сад. Планируется возрождение «Большой дачи». К 135-летию со дня рождения учёного возле «Маленькой дачи» ему был установлен памятник работы скульптора Аникушина.